# General Enrique Godoy
General Enrique Godoy är en ort i Argentina.   Den ligger i provinsen Río Negro, i den södra delen av landet, 900 km sydväst om huvudstaden Buenos Aires. General Enrique Godoy ligger 209 meter över havet och antalet invånare är 3 823.
Terrängen runt General Enrique Godoy är platt. Närmaste större samhälle är Villa Regina, 7,4 km öster om General Enrique Godoy.
Omgivningarna runt General Enrique Godoy är i huvudsak ett öppet busklandskap. Runt General Enrique Godoy är det glesbefolkat, med 16 invånare per kvadratkilometer.